# Bitwa nad Brandywine
Bitwa nad Brandywine – starcie zbrojne mające miejsce 11 września 1777 nad rzeką Brandywine w trakcie kampanii filadelfijskiej podczas wojny o niepodległość Stanów Zjednoczonych zakończone zwycięstwem armii brytyjskiej Williama Howe’a nad oddziałami regularnymi i milicją Jerzego Waszyngtona. Konsekwencją porażki było zajęcie 26 września przez armię brytyjską Filadelfii.

## Wprowadzenie
25 sierpnia 1777 roku generał William Howe wylądował z 13 tysiącami żołnierzy w Head of Elk i rozpoczął marsz na rebeliancką stolicę w Filadelfii. Siły Armii Kontynentalnej pod dowództwem Jerzego Waszyngtona zajęły pozycje wzdłuż rzeki Brandywine, mniej więcej w pół drogi między Head of Elk i stolicą. Waszyngton miał na podorędziu 8000 regularnego wojska oraz 3000 milicji, lecz musiał rozproszyć siły, by obstawić liczne brody i przeprawy. Lewa flanka, na Pyle’s Crossing, została obsadzona przez milicję pod generałem Johnem Armstrongiem, centrum na Chadd’s Ford przez gen. Nathanaela Greene’a, podczas gdy gen. John Sullivan, mający pod sobą dywizje generałów Adama Stephena oraz Williama Alexandra, zajął brody Brington’s Ford i Painter’s Ford na prawej flance.
Brytyjczycy dokonali rozpoznania pozycji patriotów 10 września, dzięki czemu Howe opracował plan natarcia. Dywizja 5000 ludzi pod dowództwem generała Wilhelma von Knyphausena miała ujawnić się wobec centrum wojsk przeciwnika, przykuwając jego uwagę. Pozostałe 8000 miało ruszyć wraz z Howe’em oraz gen. Charlesem Cornwallisem dookoła amerykańskiej prawej flanki, by po przekroczeniu brodów Trimble’s Ford i Jerffrey’s Ford uderzyć od tyłu. Założenia takiego posunięcia były dość trywialne, ale ich wykonanie w letnim skwarze okazało się bardzo uciążliwe.
Rankiem 11 września żołnierze Knyphausena wyparli przednie kordony pod gen. Williamem Maxwellem sprzed Brandywine. Knyphausen nie przekraczał rzeki, lecz podciągnął kilka baterii dział i rozpoczął ostrzał pozycji przeciwnika. Waszyngton założył, że był to manewr zwodzący, mający doprowadzić do zwrócenia amerykańskiej prawej flanki. Rozkazał Sullivanowi, by zwrócił swoje wojska o 90 stopni, by stanąć frontem do przewidywalnego kierunku, z którego nadciągnie Howe. Podjął też przygotowania do przekroczenia rzeki przeważającymi siłami, by zniszczyć oddział Knyphausena. W tym krytycznym momencie otrzymał informacje sugerujące, że Brytyjczycy nie starają się odwrócić jego prawej flanki – w efekcie odwołał manewr Sullivana i zarzucił plan frontalnego ataku.

## Bitwa

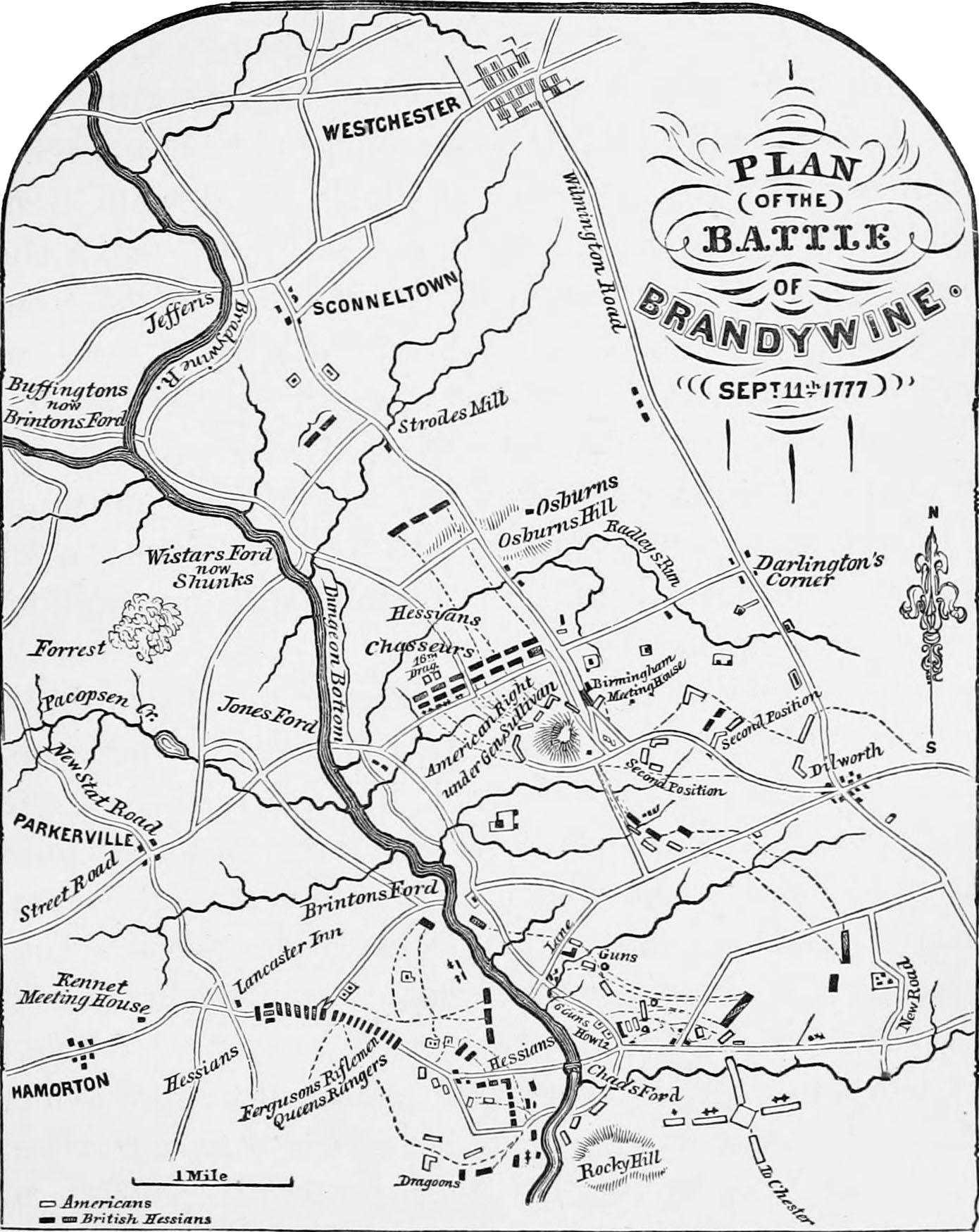
Mapa bitwy z 1884 roku

Wojska patriotów były w trakcie ponownego ustawiania linii, kiedy o 14:00 na znajdujące się z tyłu Osborne Hill wkroczyły wojska Howe’a. Brytyjczycy przebyli 17 mil szybkim marszem, w związku z czym Howe zarządził chwilowy postój i odpoczynek przed rozpoczęciem bitwy. W tym czasie Sullivan starał się pospiesznie zająć nowe pozycje. Ok. 16:00 Howe rozpoczął atak – najzaciętsze walki skupiły się wokół Battle Hill; po jakimś czasie oddziały Sullivana zaczęły się wycofywać.
Waszyngton, obawiający się klęski, rozkazał Greene’owi odłączenie brygad generałów George’a Weedona i Johna Petera Muhlenberga, by mogły ruszyć na odsiecz Sullivanowi. Siły te w ciągu 45 minut przebyły odległość 4 mil i wzmocniły prawą flankę. Niedługo potem Greene ruszył z kolejnymi wojskami, lecz brytyjskie natarcie przeważyło.
Amerykańskie centrum, osłabione odejściem Greene’a, stało się łatwym celem dla Knyphausena, który gwałtownie przeprawił się przez rzekę. Opór stawiły oddziały gen. Anthony’ego Wayne’a, które po zaciętej walce wycofały się, tracąc 11 baterii dział. Wobec takiego obrotu sytuacji Waszyngton zarządził odwrót. Przegrana zdecydowała o losie Filadelfii – miasto zostało zdobyte 26 września 1777 roku.
Straty patriotów wyniosły ponad 1200 zabitych wobec 577 w wojsku brytyjskim.